# Pełczyska (województwo świętokrzyskie)
Pełczyska – wieś w Polsce, położona w województwie świętokrzyskim, w powiecie pińczowskim, w gminie Złota.
W latach 1975–1998 miejscowość położona była w województwie kieleckim.
Miejscowość znajduje się na odnowionej trasie Małopolskiej Drogi św. Jakuba z Sandomierza do Tyńca, która to jest odzwierciedleniem dawnej średniowiecznej drogi do Santiago de Compostela.

## Historia
W 1827 roku było tu 54 domów i 381 mieszkańców. W 1873 roku odnotowano, że we wsi znajdują się: kościół parafialny murowany, szkołę początkową ogólną, dom schronienie dla starców, gorzelnię parową, młyn amerykański, pokłady torfu i margiel kredowy tworzący tu całe wzgórza.

## Parafia Pełczyska
[edytuj | edytuj kod]
W Pełczyskach znajduje się kościół i parafia pod wezwaniem Świętego Wojciecha. Kościół i parafia w Pełczyskach istniały już na pewno w roku 1224. Parafię wymieniono w wykazach świętopietrza w 1336 r. W XVI w. działali tu bracia polscy Obecny kościół został wzniesiony w 1731 r. a konsekrował go bp kielecki Tomasz Kuliński w 1888 r.

## Części wsi
| SIMC    | Nazwa    | Rodzaj     |
| ------- | -------- | ---------- |
| 0280471 | Kolonie  | część wsi  |
| 0280488 | Olbrych  | przysiółek |
| 0280494 | Podlesie | część wsi  |
| 0280502 | Strugi   | część wsi  |
| 0280519 | Wymysłów | przysiółek |

## Zabytki
- Kościół św. Wojciecha zbudowany w 1731 r. Jego fundatorami byli kasztelan wołyński i dziedzic Pełczysk Jan Paweł Pepłowski i jego żona Zofia z Rejów. To budowla barokowa, murowana, z nawą trójprzęsłową oraz z niższym, zakończonym półkolistą absydą prezbiterium. Wyposażenie świątyni jest rokokowe, m.in. ambona, ołtarze, prospekt organowy oraz ławki. W ołtarzu głównym znajduje się obraz Matki Bożej Pełczyńskiej z ok. 1700 r. z sukienką z XVIII wieku[8]. Kościół został wpisany do rejestru zabytków nieruchomych (nr rej.: A.666 z 15.01.1957 i z 15.02.1967)[10].
- Zamczysko – pozostałości po zamku Władysława Łokietka wzniesionego na wczesnośredniowiecznym grodzisku na zachodnim krańcu góry Olbrych (wymienianej także pod nazwami: Zawinnica, Zawiennica lub Zamczysko). Obiekt ma plan regularnego czworoboku o wymiarach około 80 x 106 metrów z dłuższą osią na linii wschód – zachód. W 1304 roku warownię opanowały oddziały Władysława Łokietka podczas walk z królem czeskim Wacławem II o sukcesję krakowską[11] (książę Władysław Łokietek, widząc przeciwnika swego króla Wacława [II], zatrudnionego wojną węgierską, wsparty pomocą Amadeja, u którego w gościnie przebywał, puścił się do Polski, i zamek Pełczyska należący do kościoła krakowskiego, a położony nad miastem Wiślica, opanował, wypędziwszy z Wiślicy załogę czeską przy pomocy sprzyjających mu mieszkańców. Miasto Wiślicę, położeniem swoim warowne, tudzież zamek i miasto Lelów, zdobył przemocą, i całą krainę wokół zmusił do uległości i hołdowania swojej władzy.). Wg Katalogu biskupów krakowskich Jana Długosza w 1306 roku Władysław Łokietek zwrócił zamek biskupstwu krakowskiemu.
- kaplica grobowa rodu Olszowskich na cmentarzu kościelnym

- Starożytny kompleks osadniczy obejmujący kilka osad i cmentarzysk z różnych okresów; kilka z nich należy do najważniejszych stanowisk archeologicznych w kraju. Badania archeologiczne w latach 1958–1973 oraz 2000–2006 (Ekspedycja Celtycka Instytutu Archeologii UW).
  - Najstarsze znaleziska z młodszej epoki kamienia (kultura ceramiki wstęgowej rytej) sprzed ok. 7500 lat zarejestrowano na górze Zawinnicy. Tam też grodzisko późnośredniowieczne oraz pozostałości czworobocznej fosy, w pobliżu ślady osadnictwa neolitycznego (kultura lubelsko-wołyńska) i wczesnosłowiańskiego z VIII-IX w.
  - Przy południowym skraju wsi: cmentarzysko kultury łużyckiej oraz cmentarzysko wielokulturowe i osada neolityczna kultury pucharów lejkowatych. Cmentarzysko wielokulturowe (badania archeologiczne 2001-2006) – użytkowane w neolicie (kultury: pucharów lejkowatych, ceramiki sznurowej, pucharów dzwonowatych), wczesnej epoce brązu (kultury: mierzanowicka i trzciniecka) oraz w okresie późnolateńskim i okresie wpływów rzymskich (kultura przeworska) dostarczyło wielu bardzo cennych znalezisk takich jak grób zbiorowy kultury trzcinieckiej czy groby szkieletowe kultury przeworskiej.
  - Osada wielokulturowa na wschodnim skraju wsi (przysiółki: Strugi i Błonie) – bogata osada rzemieślniczo-handlowa Celtów (III – I w. BC), a potem ludności kultury przeworskiej (I w. BC – IV w. AD). Badania prowadzone w latach 1959-1973 i 2000-2006 przyniosły szereg odkryć przedmiotów importowanych z różnych części starożytnej Europy, przede wszystkim z terenów Cesarstwa rzymskiego.